# Geodia gibberosa
Geodia gibberosa is een sponssoort in de taxonomische indeling van de gewone sponzen (Demospongiae). De spons behoort tot het geslacht Geodia en behoort tot de familie Geodiidae. De wetenschappelijke naam van de soort werd voor het eerst geldig gepubliceerd in 1815 door Jean-Baptiste de Lamarck. Deze zeesponssoort wordt in de Caraïben aangetroffen en door karetschildpadden wordt gegeten.

## Beschrijving
Geodia gibberosa is een grote, dichte spons. Het kan wit of bleekgeel zijn als het wordt blootgesteld aan heel weinig licht, of donkerbruin in gebieden met veel licht. Het heeft meestal de vorm van een knobbelige, vuistachtige massa, vaak tot 50 cm in diameter. Het kan ook voorkomen als een bolvormige massa zonder uitsteeksels en het is ook bekend dat het grote kolonies vormt die lijken op ronde kalkhoudende rotsen. Het skelet is een stel kiezelnaalden die vanuit het midden nabij het oppervlak naar buiten uitstralen, veel meer willekeurig verspreid aan de binnenkant.

## Verspreiding en leefgebied
Geodia gibberosa wordt gevonden in de Bahama's, Florida, Brazilië en West-Afrika. Het wordt vaak gevonden in ondiepe wateren met harde bodems, meestal in hetzelfde gebied als zeegrassen.